# Clipped
Clipped er en video lavet af AC/DC. Den blev udgivet på VHS i 1991 og indeholder tre numre fra The Razors Edge og to numre fra Blow Up Your Video.
I 2002 udkom en DVD-udgave. Denne indeholdte også Big Gun og Hard as a Rock.

## Spor
1. "Thunderstruck"
2. "Moneytalks"
3. "Are You Ready"
4. "Heatseaker"
5. "That's the Way I Wanna Rock N Roll"

"Thunderstruck", "Moneytalks og "Are You Ready" er skrevet af Angus og Malcolm Young.
"Heatseaker" og "That's the Way I Wanna Rock N Roll" er skrevet af Young, Young og Johnson.